# Друга Јадранска лига у кошарци 2020/21.
Друга Јадранска лига у кошарци 2020/21. или АБА 2 лига (по скраћеници удружења које организује саму лигу — Adriatic Basketball Association, односно Јадранска кошаркашка асоцијација) је четврта сезона регионалне кошаркашке лиге. То је други степен такмичења.
Скупштина АБА лиге je 29. јуна 2020. године донела одлуку да ће Друга Јадранска лига у овој сезони бројати 14 учесника, а том приликом је објављен и списак клубова. На основу пласмана у националним првенствима квалификовало се десет клубова: Горица, Златибор, Ловћен 1947, МЗТ Скопље Аеродром, Работнички, Слобода Ужице, Спарс Рилвеј, Сутјеска, Хелиос санс и Широки. Специјалне позивнице добила су четири клуба: Студентски центар, Подгорица Бемакс, Младост Земун и Слобода Тузла. Међутим, средином октобра 2020. објављено је да тузланска Слобода не испуњава услове за такмичење, те је њено место у лиги заузео Борац из Бања Луке.

## Систем такмичења
Ова сезона се, услед пандемије ковида 19, игра по измењеним пропозицијама.
- Лигашки део такмичења одвија се по једнокружном бод систему у 13 кола. Такође, овај део такмичења одиграће се на четири турнира.[5]
- Првих осам клубова на коначној табели лигашког дела пласирају се у плеј-оф и у четвртфиналним сусретима се упарују по систему 1—8, 2—7, 3—6, 4—5. У полуфиналу се састају победници парова 1 и 4, односно 2 и 3. Такмичење у плеј-офу такође се одвија на турниру. Сви парови играју по две утакмице, а о победнику двомеча одлучује збирна кош разлика. Продужеци се играју само у другој утакмици, у случају да је након одиграних 80 минута збирни резултат изједначен.
- Првобитно је било предвиђено да четири најлошије пласирана клуба на коначној табели лигашког дела играју плеј-аут. Било је планирано да се у првом колу упарују по систему 11—14, 12—13, а да поражени клубови из тих парова потом играју међусобно за опстанак. Ипак, такмичење у плеј-ауту званично је отказано 5. априла 2021. године. Тада је објављено да ће сва четири најлошије пласирана тима имати право да се такмиче и у сезони 2021/22, уколико изборе пласман кроз национална првенства или добију специјалну позивницу.[6][7][8]

## Учесници у сезони 2020/21.
| Клуб                | Место         |
| ------------------- | ------------- |
| Борац Бања Лука     | Бања Лука     |
| Горица              | Велика Горица |
| Златибор            | Чајетина      |
| Ловћен 1947         | Цетиње        |
| МЗТ Скопље Аеродром | Скопље        |
| Младост Максбет     | Београд       |
| Работнички          | Скопље        |
| Слобода Ужице       | Ужице         |
| Спарс Рилвеј        | Сарајево      |
| Подгорица Бемакс    | Подгорица     |
| Студентски центар   | Подгорица     |
| Сутјеска            | Никшић        |
| Хелиос санс         | Домжале       |
| Широки              | Широки Бријег |

## Турнири
| Место     | Дворана                             | Капацитет     | Фаза такмичења     | Трајање                |
| --------- | ----------------------------------- | ------------- | ------------------ | ---------------------- |
| Чајетина  | Спортско-туристички центар Златибор | 712           | од 1. до 4. кола   | 9—18. новембар 2020.   |
| Бања Лука | Спортска дворана Борик              | 4.000         | од 5. до 7. кола   | 18—24. јануар 2020.    |
| Сарајево  | Спортска дворана хотела Хилс        | нема података | од 8. до 10. кола  | 1—7. март 2021.        |
| Чајетина  | Спортско-туристички центар Златибор | 712           | од 11. до 13. кола | 22—28. март 2021.      |
| Подгорица | Спортски центар Морача              | 6.000         | плеј-оф            | 19. април—6. мај 2021. |

## Резултати по колима

### Први турнир (Чајетина, кола 1—4)
Екипа Горице није могла да допутује на први турнир због тога што је у саставу имала велики број играча позитивних на ковид 19. Све четири предвиђене утакмице изгубила је службеним резултатом 20:0.
| 1. коло, 9—11.11.2020.         |       |
| Слобода УЕ — Ловћен 1947       | 92:95 |
| Студентски центар — Работнички | 98:69 |
| Хелиос санс — Младост          | 77:80 |
| Борац БЛ — Спарс               | 88:90 |
| МЗТ Скопље — Подгорица         | 72:74 |
| Сутјеска — Златибор            | 78:82 |
| Широки — Горица                | 20:0  |

| 2. коло, 11—13.11.2020.         |       |
| Ловћен 1947 — Студентски центар | 64:83 |
| Младост — Слобода УЕ            | 87:89 |
| Спарс — Хелиос санс             | 90:73 |
| Подгорица — Работнички          | 70:76 |
| МЗТ Скопље — Сутјеска           | 92:83 |
| Горица — Борац БЛ               | 0:20  |
| Златибор — Широки               | 88:80 |

| 3. коло, 13—16.11.2020.     |       |
| Студентски центар — Младост | 65:59 |
| Слобода УЕ — Спарс          | 92:90 |
| Работнички — Ловћен 1947    | 82:77 |
| Сутјеска — Подгорица        | 75:80 |
| Широки — МЗТ Скопље         | 73:80 |
| Хелиос санс — Горица        | 20:0  |
| Борац БЛ — Златибор         | 93:70 |

| 4. коло, 16—18.11.2020.   |       |
| Младост — Работнички      | 89:73 |
| Спарс — Студентски центар | 77:78 |
| Подгорица — Ловћен 1947   | 83:76 |
| Сутјеска — Широки         | 84:66 |
| Горица — Слобода УЕ       | 0:20  |
| МЗТ Скопље — Борац БЛ     | 99:75 |
| Златибор — Хелиос санс    | 80:73 |

### Други турнир (Бања Лука, кола 5—7)
Екипа Работничког није могла да допутује на други турнир због тога што је у саставу имала велики број играча позитивних на ковид 19. Све три предвиђене утакмице изгубила је службеним резултатом 20:0.
| 5. коло, 18—20.1.2021.     |        |
| Широки — Подгорица         | 83:84  |
| Ловћен 1947 — Младост      | 80:78  |
| Работнички — Спарс         | 0:20   |
| Борац БЛ — Сутјеска        | 100:93 |
| Студентски центар — Горица | 61:59  |
| Хелиос санс — МЗТ Скопље   | 69:70  |
| Слобода УЕ — Златибор      | 67:79  |

| 6. коло, 20—22.1.2021.       |       |
| Спарс — Ловћен 1947          | 82:76 |
| Подгорица — Младост          | 71:79 |
| Горица — Работнички          | 20:0  |
| Широки — Борац БЛ            | 75:67 |
| Сутјеска — Хелиос санс       | 77:67 |
| МЗТ Скопље — Слобода УЕ      | 70:81 |
| Златибор — Студентски центар | 74:88 |

| 7. коло, 22—24.1.2021.         |       |
| Младост — Спарс                | 92:77 |
| Хелиос санс — Широки           | 72:77 |
| Борац БЛ — Подгорица           | 98:78 |
| Ловћен 1947 — Горица           | 75:80 |
| Работнички — Златибор          | 0:20  |
| Слобода УЕ — Сутјеска          | 81:78 |
| Студентски центар — МЗТ Скопље | 92:75 |

### Трећи турнир (Сарајево, кола 8—10)
| 8. коло, 1—3.3.2021.         |        |
| Борац БЛ — Хелиос санс       | 79:74  |
| Горица — Младост             | 67:76  |
| Подгорица — Спарс            | 75:80  |
| Широки — Слобода УЕ          | 95:85  |
| Сутјеска — Студентски центар | 94:100 |
| Златибор — Ловћен 1947       | 90:99  |
| МЗТ Скопље — Работнички      | 84:82  |

| 9. коло, 3—5.3.2021.       |         |
| Хелиос санс — Подгорица    | 85:87   |
| Спарс — Горица             | 85:84   |
| Младост — Златибор         | 101:107 |
| Слобода УЕ — Борац БЛ      | 83:89   |
| Студентски центар — Широки | 98:62   |
| Ловћен 1947 — МЗТ Скопље   | 55:96   |
| Работнички — Сутјеска      | 84:62   |

| 10. коло, 5—7.3.2021.        |        |
| Подгорица — Горица           | 65:72  |
| Златибор — Спарс             | 66:82  |
| Хелиос санс — Слобода УЕ     | 75:84  |
| Борац БЛ — Студентски центар | 87:79  |
| Широки — Работнички          | 106:77 |
| МЗТ Скопље — Младост         | 75:82  |
| Сутјеска — Ловћен 1947       | 79:69  |

### Четврти турнир (Чајетина, кола 11—13)
| 11. коло, 22—24.3.2021.         |       |
| Младост — Сутјеска              | 80:90 |
| Ловћен 1947 — Широки            | 75:66 |
| Спарс — МЗТ Скопље              | 76:68 |
| Студентски центар — Хелиос санс | 83:78 |
| Горица — Златибор               | 72:57 |
| Работнички — Борац БЛ           | 77:82 |
| Слобода УЕ — Подгорица          | 51:63 |

| 12. коло, 24—26.3.2021.        |       |
| Сутјеска — Спарс               | 62:71 |
| Широки — Младост               | 76:83 |
| МЗТ Скопље — Горица            | 77:73 |
| Борац БЛ — Ловћен 1947         | 90:71 |
| Хелиос санс — Работнички       | 66:67 |
| Подгорица — Златибор           | 79:76 |
| Слобода УЕ — Студентски центар | 86:94 |

| 13. коло, 26—28.3.2021.       |        |
| Спарс — Широки                | 93:80  |
| Горица — Сутјеска             | 92:82  |
| Младост — Борац БЛ            | 91:83  |
| Ловћен 1947 — Хелиос санс     | 78:71  |
| Златибор — МЗТ Скопље         | 71:90  |
| Работнички — Слобода УЕ       | 87:77  |
| Студентски центар — Подгорица | 100:82 |

Извор
Легенда:

## Табела
|    | Тим                 | Игр. | Поб. | Изг. | П+   | П-   | П+/- | Бод |
| -- | ------------------- | ---- | ---- | ---- | ---- | ---- | ---- | --- |
| 1  | Студентски центар   | 13   | 12   | 1    | 1119 | 966  | +153 | 25  |
| 2  | Спарс Рилвеј        | 13   | 10   | 3    | 1013 | 934  | +79  | 23  |
| 3  | Борац Бања Лука     | 13   | 9    | 4    | 1051 | 980  | +71  | 22  |
| 4  | Младост Максбет     | 13   | 8    | 5    | 1077 | 1030 | +47  | 21  |
| 5  | МЗТ Скопље Аеродром | 13   | 8    | 5    | 1048 | 986  | +62  | 21  |
| 6  | Подгорица Бемакс    | 13   | 7    | 6    | 991  | 1023 | -32  | 20  |
| 7  | Златибор            | 13   | 6    | 7    | 960  | 1002 | -42  | 19  |
| 8  | Слобода Ужице       | 13   | 6    | 7    | 988  | 1002 | -14  | 19  |
| 9  | Широки              | 13   | 5    | 8    | 959  | 986  | -27  | 18  |
| 10 | Горица              | 13   | 5    | 8    | 619  | 658  | -39  | 18  |
| 11 | Работнички          | 13   | 5    | 8    | 774  | 871  | -97  | 18  |
| 12 | Ловћен 1947         | 13   | 5    | 8    | 990  | 1072 | -82  | 18  |
| 13 | Сутјеска            | 13   | 4    | 9    | 1037 | 1064 | -27  | 17  |
| 14 | Хелиос санс         | 13   | 1    | 12   | 900  | 952  | -52  | 14  |

Извор
Легенда:

## Разигравање за титулу (Плеј-оф)
|  | Четвртфинале | Четвртфинале        | Четвртфинале    | Четвртфинале | Четвртфинале |     |    | Полуфинале        | Полуфинале | Полуфинале | Полуфинале | Полуфинале |  |  | Финале            | Финале | Финале | Финале | Финале |  |
|  |              |                     |                 |              |              |     |    |                   |            |            |            |            |  |  |                   |        |        |        |        |  |
|  | 1            | Студентски центар   | 96              | 90           | 186          |     |    |                   |            |            |            |            |  |  |                   |        |        |        |        |  |
|  | 8            | Слобода Ужице       | 92              | 80           | 172          |     |    |                   |            |            |            |            |  |  |                   |        |        |        |        |  |
|  | 8            | Слобода Ужице       | 92              | 80           | 172          |     |    | Студентски центар | 86         | 76         | 162        |            |  |  |                   |        |        |        |        |  |
|  |              |                     |                 |              |              |     |    | Студентски центар | 86         | 76         | 162        |            |  |  |                   |        |        |        |        |  |
|  |              |                     | Младост Максбет | 85           | 66           | 151 |    |                   |            |            |            |            |  |  |                   |        |        |        |        |  |
|  | 4            | Младост Максбет     | Младост Максбет | 85           | 66           | 151 | 95 | 86                | 181        |            |            |            |  |  |                   |        |        |        |        |  |
|  | 4            | Младост Максбет     |                 |              |              |     | 95 | 86                | 181        |            |            |            |  |  |                   |        |        |        |        |  |
|  | 5            | МЗТ Скопље Аеродром | 75              | 92           | 167          |     |    |                   |            |            |            |            |  |  |                   |        |        |        |        |  |
|  | 5            | МЗТ Скопље Аеродром | 75              | 92           | 167          |     |    |                   |            |            |            |            |  |  | Студентски центар | 99     | 71     | 170    |        |  |
|  |              |                     |                 |              |              |     |    |                   |            |            |            |            |  |  | Студентски центар | 99     | 71     | 170    |        |  |
|  |              |                     | Спарс Рилвеј    | 89           | 72           | 161 |    |                   |            |            |            |            |  |  |                   |        |        |        |        |  |
|  | 3            | Борац Бања Лука     | Спарс Рилвеј    | 89           | 72           | 161 | 90 | 65                | 155        |            |            |            |  |  |                   |        |        |        |        |  |
|  | 3            | Борац Бања Лука     |                 |              |              |     | 90 | 65                | 155        |            |            |            |  |  |                   |        |        |        |        |  |
|  | 6            | Подгорица Бемакс    | 86              | 77           | 163          |     |    |                   |            |            |            |            |  |  |                   |        |        |        |        |  |
|  | 6            | Подгорица Бемакс    | 86              | 77           | 163          |     |    | Подгорица Бемакс  | 64         | 59         | 123        |            |  |  |                   |        |        |        |        |  |
|  |              |                     |                 |              |              |     |    | Подгорица Бемакс  | 64         | 59         | 123        |            |  |  |                   |        |        |        |        |  |
|  |              |                     | Спарс Рилвеј    | 72           | 74           | 146 |    |                   |            |            |            |            |  |  |                   |        |        |        |        |  |
|  | 2            | Спарс Рилвеј        | Спарс Рилвеј    | 72           | 74           | 146 | 79 | 82                | 161        |            |            |            |  |  |                   |        |        |        |        |  |
|  | 2            | Спарс Рилвеј        |                 |              |              |     | 79 | 82                | 161        |            |            |            |  |  |                   |        |        |        |        |  |
|  | 7            | Златибор            | 82              | 74           | 156          |     |    |                   |            |            |            |            |  |  |                   |        |        |        |        |  |

### Четвртфинале
Први пар:
| 20. 4. 2021. 16:00 | Извештај | Студентски центар                                                                 | 96 : 92 | Слобода Ужице                           | Спортски центар Морача, Подгорица Гледаоци: 0 Судије: Лука Кардум, Нермин Никшић, Владимир Марић |  |
| 20. 4. 2021. 16:00 | Извештај | Четвртине: 17:18, 27:32, 23:24, 29:18                                             |         |                                         | Спортски центар Морача, Подгорица Гледаоци: 0 Судије: Лука Кардум, Нермин Никшић, Владимир Марић |  |
| 20. 4. 2021. 16:00 | Извештај | Поени: Дробњак 24 Скокови: Дробњак 7 Асистенције: Павлићевић 6 Индекс: Дробњак 29 |         | Тадић 18 Тадић 6 Илић, Илкић 4 Тадић 25 | Спортски центар Морача, Подгорица Гледаоци: 0 Судије: Лука Кардум, Нермин Никшић, Владимир Марић |  |

| 22. 4. 2021. 16:00 | Извештај | Слобода Ужице                                                                 | 80 : 90 | Студентски центар                                             | Спортски центар Морача, Подгорица Гледаоци: 0 Судије: Лука Кардум, Крунослав Пеић, Томислав Стапић |  |
| 22. 4. 2021. 16:00 | Извештај | Четвртине: 17:28, 21:26, 21:18, 21:18                                         |         |                                                               | Спортски центар Морача, Подгорица Гледаоци: 0 Судије: Лука Кардум, Крунослав Пеић, Томислав Стапић |  |
| 22. 4. 2021. 16:00 | Извештај | Поени: Илић 18 Скокови: Степановић 8 Асистенције: Војиновић 5 Индекс: Илић 18 |         | Дробњак, Павлићевић 16 Славковић 9 три играча 3 Павлићевић 19 | Спортски центар Морача, Подгорица Гледаоци: 0 Судије: Лука Кардум, Крунослав Пеић, Томислав Стапић |  |

Други пар:
| 19. 4. 2021. 16:00 | Извештај | Спарс Рилвеј                                                                       | 79 : 82 | Златибор                                | Спортски центар Морача, Подгорица Гледаоци: 10 Судије: Игор Драгојевић, Крунослав Пеић, Бранимир Галић |  |
| 19. 4. 2021. 16:00 | Извештај | Четвртине: 23:22, 21:27, 12:21, 23:12                                              |         |                                         | Спортски центар Морача, Подгорица Гледаоци: 10 Судије: Игор Драгојевић, Крунослав Пеић, Бранимир Галић |  |
| 19. 4. 2021. 16:00 | Извештај | Поени: Камењаш 21 Скокови: Камењаш 9 Асистенције: Захирагић 8 Индекс: Захирагић 27 |         | Папић 17 три играча 7 Протић 9 Папић 23 | Спортски центар Морача, Подгорица Гледаоци: 10 Судије: Игор Драгојевић, Крунослав Пеић, Бранимир Галић |  |

| 21. 4. 2021. 16:00 | Извештај | Златибор                                                                    | 74 : 82 | Спарс Рилвеј                                  | Спортски центар Морача, Подгорица Гледаоци: 10 Судије: Милош Кољеншић, Владимир Марић, Стефан Вуковић |  |
| 21. 4. 2021. 16:00 | Извештај | Четвртине: 21:14, 22:26, 20:24, 11:18                                       |         |                                               | Спортски центар Морача, Подгорица Гледаоци: 10 Судије: Милош Кољеншић, Владимир Марић, Стефан Вуковић |  |
| 21. 4. 2021. 16:00 | Извештај | Поени: Протић 22 Скокови: Макој 14 Асистенције: Кутлешић 6 Индекс: Макој 29 |         | Камењаш 19 Камењаш 12 Захирагић 10 Камењаш 31 | Спортски центар Морача, Подгорица Гледаоци: 10 Судије: Милош Кољеншић, Владимир Марић, Стефан Вуковић |  |

Трећи пар:
| 19. 4. 2021. 12:00 | Извештај | Борац Бања Лука                                                                            | 90 : 86 | Подгорица Бемакс                                 | Спортски центар Морача, Подгорица Гледаоци: 10 Судије: Радош Арсенијевић, Иван Стефановић, Стефан Ћалић |  |
| 19. 4. 2021. 12:00 | Извештај | Четвртине: 20:19, 27:23, 13:25, 30:19                                                      |         |                                                  | Спортски центар Морача, Подгорица Гледаоци: 10 Судије: Радош Арсенијевић, Иван Стефановић, Стефан Ћалић |  |
| 19. 4. 2021. 12:00 | Извештај | Поени: Симеуновић 20 Скокови: Танасковић 9 Асистенције: Симеуновић 6 Индекс: Симеуновић 27 |         | Копривица 19 Томашевић 9 Чарапић 11 Копривица 29 | Спортски центар Морача, Подгорица Гледаоци: 10 Судије: Радош Арсенијевић, Иван Стефановић, Стефан Ћалић |  |

| 21. 4. 2021. 12:00 | Извештај | Подгорица Бемакс                                                       | 77 : 65 | Борац Бања Лука                                     | Спортски центар Морача, Подгорица Гледаоци: 10 Судије: Игор Драгојевић, Радош Арсенијевић, Нермин Никшић |  |
| 21. 4. 2021. 12:00 | Извештај | Четвртине: 18:17, 19:18, 15:13, 25:17                                  |         |                                                     | Спортски центар Морача, Подгорица Гледаоци: 10 Судије: Игор Драгојевић, Радош Арсенијевић, Нермин Никшић |  |
| 21. 4. 2021. 12:00 | Извештај | Поени: Мусић 25 Скокови: Мусић 9 Асистенције: Мусић 6 Индекс: Мусић 38 |         | Танасковић 22 Симеуновић 9 Кнежевић 5 Танасковић 17 | Спортски центар Морача, Подгорица Гледаоци: 10 Судије: Игор Драгојевић, Радош Арсенијевић, Нермин Никшић |  |

Четврти пар:
| 20. 4. 2021. 12:00 | Извештај | Младост Максбет                                                                                | 95 : 75 | МЗТ Скопље Аеродром                       | Спортски центар Морача, Подгорица Гледаоци: 0 Судије: Милош Кољеншић, Томислав Стапић, Стефан Вуковић |  |
| 20. 4. 2021. 12:00 | Извештај | Четвртине: 28:19, 24:20, 18:19, 25:17                                                          |         |                                           | Спортски центар Морача, Подгорица Гледаоци: 0 Судије: Милош Кољеншић, Томислав Стапић, Стефан Вуковић |  |
| 20. 4. 2021. 12:00 | Извештај | Поени: Дрексел 24 Скокови: Танасковић 12 Асистенције: Дрексел 7 Индекс: Дрексел, Танасковић 31 |         | Караичић 15 Караичић 6 Тарнер 8 Тарнер 15 | Спортски центар Морача, Подгорица Гледаоци: 0 Судије: Милош Кољеншић, Томислав Стапић, Стефан Вуковић |  |

| 22. 4. 2021. 12:00 | Извештај | МЗТ Скопље Аеродром                                                         | 92 : 86 | Младост Максбет                     | Спортски центар Морача, Подгорица Гледаоци: 0 Судије: Иван Стефановић, Бранимир Галић, Стефан Ћалић |  |
| 22. 4. 2021. 12:00 | Извештај | Четвртине: 20:31, 26:12, 23:24, 23:19                                       |         |                                     | Спортски центар Морача, Подгорица Гледаоци: 0 Судије: Иван Стефановић, Бранимир Галић, Стефан Ћалић |  |
| 22. 4. 2021. 12:00 | Извештај | Поени: Гравет 21 Скокови: Карачић 9 Асистенције: Мекић 5 Индекс: Карачић 35 |         | Гомбо 14 Гомбо 7 Дрексел 4 Гомбо 14 | Спортски центар Морача, Подгорица Гледаоци: 0 Судије: Иван Стефановић, Бранимир Галић, Стефан Ћалић |  |

### Полуфинале
Први пар:
| 23. 4. 2021. 17:00 | Извештај | Подгорица Бемакс                                                             | 64 : 72 | Спарс Рилвеј                              | Спортски центар Морача, Подгорица Гледаоци: 10 Судије: Јосип Радојковић, Лука Кардум, Бранимир Галић |  |
| 23. 4. 2021. 17:00 | Извештај | Четвртине: 19:29, 13:17, 14:10, 18:16                                        |         |                                           | Спортски центар Морача, Подгорица Гледаоци: 10 Судије: Јосип Радојковић, Лука Кардум, Бранимир Галић |  |
| 23. 4. 2021. 17:00 | Извештај | Поени: Чарапић 14 Скокови: Робинсон 7 Асистенције: Мусић 14 Индекс: Мусић 20 |         | Гегић 20 Камењаш 11 Захирагић 11 Гегић 21 | Спортски центар Морача, Подгорица Гледаоци: 10 Судије: Јосип Радојковић, Лука Кардум, Бранимир Галић |  |

| 25. 4. 2021. 16:00 | Извештај | Спарс Рилвеј                                                                       | 74 : 59 | Подгорица Бемакс                        | Спортски центар Морача, Подгорица Гледаоци: 10 Судије: Радош Арсенијевић, Иван Стефановић, Стефан Ћалић |  |
| 25. 4. 2021. 16:00 | Извештај | Четвртине: 17:6, 29:17, 17:23, 11:13                                               |         |                                         | Спортски центар Морача, Подгорица Гледаоци: 10 Судије: Радош Арсенијевић, Иван Стефановић, Стефан Ћалић |  |
| 25. 4. 2021. 16:00 | Извештај | Поени: Камењаш 23 Скокови: Камењаш 11 Асистенције: два играча 8 Индекс: Камењаш 35 |         | Тмушић 12 Карталовић 9 Мусић 5 Мусић 16 | Спортски центар Морача, Подгорица Гледаоци: 10 Судије: Радош Арсенијевић, Иван Стефановић, Стефан Ћалић |  |

Други пар:
| 24. 4. 2021. 19:00 | Извештај | Младост Максбет                                                         | 85 : 86 | Студентски центар                                   | Спортски центар Морача, Подгорица Гледаоци: 0 Судије: Марио Мајкић, Крунослав Пеић, Нермин Никшић |  |
| 24. 4. 2021. 19:00 | Извештај | Четвртине: 15:24, 22:19, 30:13, 18:30                                   |         |                                                     | Спортски центар Морача, Подгорица Гледаоци: 0 Судије: Марио Мајкић, Крунослав Пеић, Нермин Никшић |  |
| 24. 4. 2021. 19:00 | Извештај | Поени: Гомбо 22 Скокови: Гомбо 15 Асистенције: Мичел 6 Индекс: Гомбо 33 |         | Баровић 14 Баћовић 6 Павлићевић 5 Баровић, Тејић 18 | Спортски центар Морача, Подгорица Гледаоци: 0 Судије: Марио Мајкић, Крунослав Пеић, Нермин Никшић |  |

| 26. 4. 2021. 15:00 | Извештај | Студентски центар                                                                          | 76 : 66 | Младост Максбет                          | Спортски центар Морача, Подгорица Гледаоци: 0 Судије: Јосип Радојковић, Марио Мајкић, Томислав Стапић |  |
| 26. 4. 2021. 15:00 | Извештај | Четвртине: 20:18, 17:17, 27:17, 12:14                                                      |         |                                          | Спортски центар Морача, Подгорица Гледаоци: 0 Судије: Јосип Радојковић, Марио Мајкић, Томислав Стапић |  |
| 26. 4. 2021. 15:00 | Извештај | Поени: Баћовић 19 Скокови: Баровић, Баћовић 8 Асистенције: три играча 3 Индекс: Баћовић 28 |         | Дрексел 19 Гомбо 9 Мичел 6 Аранитовић 16 | Спортски центар Морача, Подгорица Гледаоци: 0 Судије: Јосип Радојковић, Марио Мајкић, Томислав Стапић |  |

### Финале
| 4. 5. 2021. 16:00 | Извештај | Спарс Рилвеј                                                                | 89 : 99 | Студентски центар                           | Спортски центар Морача, Подгорица Гледаоци: 10 Судије: Миливоје Јовчић, Радош Арсенијевић, Стефан Ћалић |  |
| 4. 5. 2021. 16:00 | Извештај | Четвртине: 22:21, 14:28, 25:25, 28:25                                       |         |                                             | Спортски центар Морача, Подгорица Гледаоци: 10 Судије: Миливоје Јовчић, Радош Арсенијевић, Стефан Ћалић |  |
| 4. 5. 2021. 16:00 | Извештај | Поени: Орелик 20 Скокови: Гегић 7 Асистенције: Захирагић 9 Индекс: Гегић 37 |         | Павлићевић 20 Тејић 6 Павлићевић 8 Тејић 27 | Спортски центар Морача, Подгорица Гледаоци: 10 Судије: Миливоје Јовчић, Радош Арсенијевић, Стефан Ћалић |  |

| 6. 5. 2021. 16:00 | Извештај | Студентски центар                                                        | 71 : 72 | Спарс Рилвеј                           | Спортски центар Морача, Подгорица Гледаоци: 0 Судије: Милан Недовић, Лука Кардум, Бранимир Галић |  |
| 6. 5. 2021. 16:00 | Извештај | Четвртине: 21:13, 19:22, 17:19, 14:18                                    |         |                                        | Спортски центар Морача, Подгорица Гледаоци: 0 Судије: Милан Недовић, Лука Кардум, Бранимир Галић |  |
| 6. 5. 2021. 16:00 | Извештај | Поени: Маги 16 Скокови: Тејић 14 Асистенције: Дробњак 4 Индекс: Тејић 22 |         | Гегић 19 Камењаш 12 Гегић 4 Камењаш 26 | Спортски центар Морача, Подгорица Гледаоци: 0 Судије: Милан Недовић, Лука Кардум, Бранимир Галић |  |

## Бараж за пласман у Јадранску лигу
| 12. 5. 2021. 18:30 | Извештај | Сплит                                                                        | 70 : 76 | Спарс Сарајево                                | Спортски центар Грипе, Сплит Гледаоци: 1 Судије: Милош Кољеншић, Игор Драгојевић, Радош Савовић |  |
| 12. 5. 2021. 18:30 | Извештај | Четвртине: 22:26, 24:23, 16:13, 8:14                                         |         |                                               | Спортски центар Грипе, Сплит Гледаоци: 1 Судије: Милош Кољеншић, Игор Драгојевић, Радош Савовић |  |
| 12. 5. 2021. 18:30 | Извештај | Поени: Луковић 19 Скокови: Луковић 10 Асистенције: Укић 5 Индекс: Луковић 28 |         | Камењаш 19 Захирагић 8 Захирагић 7 Камењаш 28 | Спортски центар Грипе, Сплит Гледаоци: 1 Судије: Милош Кољеншић, Игор Драгојевић, Радош Савовић |  |
| 12. 5. 2021. 18:30 | Извештај | 0 : 1                                                                        |         |                                               | Спортски центар Грипе, Сплит Гледаоци: 1 Судије: Милош Кољеншић, Игор Драгојевић, Радош Савовић |  |

| 15. 5. 2021. 18:30 | Извештај | Спарс Сарајево                                                                        | 64 : 84 | Сплит                                | Спортска дворана Ново Сарајево, Сарајево Гледаоци: нема података Судије: Миливоје Јовчић, Радош Арсенијевић, Александар Милојевић |  |
| 15. 5. 2021. 18:30 | Извештај | Четвртине: 18:17, 17:22, 16:19, 13:26                                                 |         |                                      | Спортска дворана Ново Сарајево, Сарајево Гледаоци: нема података Судије: Миливоје Јовчић, Радош Арсенијевић, Александар Милојевић |  |
| 15. 5. 2021. 18:30 | Извештај | Поени: Камењаш, Буза 16 Скокови: Камењаш 7 Асистенције: Хасандић 6 Индекс: Камењаш 21 |         | Марић 16 Марић 10 Чампара 5 Марић 28 | Спортска дворана Ново Сарајево, Сарајево Гледаоци: нема података Судије: Миливоје Јовчић, Радош Арсенијевић, Александар Милојевић |  |
| 15. 5. 2021. 18:30 | Извештај | 1 : 1                                                                                 |         |                                      | Спортска дворана Ново Сарајево, Сарајево Гледаоци: нема података Судије: Миливоје Јовчић, Радош Арсенијевић, Александар Милојевић |  |

| 20. 5. 2021. 18:30 | Извештај | Сплит                                                                        | 90 : 60 | Спарс Сарајево                                              | Спортски центар Грипе, Сплит Гледаоци: 1 Судије: Саша Пукл, Сашо Петек, Марио Мајкић |  |
| 20. 5. 2021. 18:30 | Извештај | Четвртине: 19:16, 28:10, 21:18, 22:16                                        |         |                                                             | Спортски центар Грипе, Сплит Гледаоци: 1 Судије: Саша Пукл, Сашо Петек, Марио Мајкић |  |
| 20. 5. 2021. 18:30 | Извештај | Поени: Кеџо 13 Скокови: Бајо 7 Асистенције: Бабић, Чампара 5 Индекс: Кеџо 17 |         | Буза, Камењаш 11 Камењаш 7 Захирагић, Хасандић 4 Камењаш 15 | Спортски центар Грипе, Сплит Гледаоци: 1 Судије: Саша Пукл, Сашо Петек, Марио Мајкић |  |
| 20. 5. 2021. 18:30 | Извештај | 2 : 1                                                                        |         |                                                             | Спортски центар Грипе, Сплит Гледаоци: 1 Судије: Саша Пукл, Сашо Петек, Марио Мајкић |  |

## Статистички најбољи играчи
| Категорија                 | Играч            | Тим               | Вредност | Утакмица | Вредност по утакмици |
| -------------------------- | ---------------- | ----------------- | -------- | -------- | -------------------- |
| Индексни поени             | Кенан Камењаш    | Спарс Рилвеј      | 471      | 18       | 26,17                |
| Поени                      | Кенан Камењаш    | Спарс Рилвеј      | 342      | 18       | 19,00                |
| Скокови                    | Кенан Камењаш    | Спарс Рилвеј      | 187      | 18       | 10,39                |
| Асистенције                | Ади Захирагић    | Спарс Рилвеј      | 123      | 18       | 6,83                 |
| Украдене лопте             | Душан Кутлешић   | Златибор          | 34       | 14       | 2,43                 |
| Блокаде                    | Амар Гегић       | Спарс Рилвеј      | 19       | 17       | 1,12                 |
| Изгубљене лопте            | Новак Мусић      | Подгорица Бемакс  | 54       | 17       | 3,18                 |
| Изнуђене личне грешке      | Блаж Махковиц    | Хелиос санс       | 106      | 12       | 8,83                 |
| Начињене личне грешке      | Василије Баћовић | Студентски центар | 55       | 18       | 3,06                 |
| Погођена слободна бацања   | Блаж Махковиц    | Хелиос санс       | 109      | 12       | 9,08                 |
| Погођени шутеви за 2 поена | Кенан Камењаш    | Спарс Рилвеј      | 144      | 18       | 8,00                 |
| Погођени шутеви за 3 поена | Флечер Маги      | Студентски центар | 49       | 19       | 2,58                 |

Извор

### Најкориснији играчи кола
| Коло | Играч             | Екипа               | Индекс |
| ---- | ----------------- | ------------------- | ------ |
| 1.   | Милош Поповић     | Ловћен 1947         | 33     |
| 2.   | Кенан Камењаш     | Спарс Рилвеј        | 33     |
| 3.   | Феми Олуџоби      | МЗТ Скопље Аеродром | 33     |
| 4.   | Треј Дрексел      | Младост Максбет     | 46     |
| 5.   | Никола Танасковић | Борац Бања Лука     | 29     |
| 6.   | Ђорђе Милошевић   | Сутјеска            | 32     |
| 7.   | Треј Дрексел (2)  | Младост Максбет     | 43     |
| 8.   | Дарио Дрежњак     | Широки              | 50     |
| 9.   | Амар Гегић        | Спарс Рилвеј        | 40     |
| 10.  | Арон Томас        | Широки              | 27     |
| 11.  | Милош Поповић (2) | Ловћен 1947         | 35     |
| 12.  | Филип Бундовић    | Работнички          | 37     |
| 13.  | Амар Гегић (2)    | Спарс Рилвеј        | 30     |
| ЧФ1  | Душан Танасковић  | Младост Максбет     | 31     |
| ЧФ2  | Новак Мусић       | Подгорица Бемакс    | 38     |
| ПФ1  | Кенан Камењаш (2) | Спарс Рилвеј        | 26     |
| ПФ2  | Кенан Камењаш (3) | Спарс Рилвеј        | 35     |
| Ф1   | Марко Тејић       | Студентски центар   | 27     |
| Ф2   | Кенан Камењаш (4) | Спарс Рилвеј        | 26     |

Извор